# Starke County
Starke County är ett administrativt område i delstaten Indiana, USA, med 23 363 invånare (2010). Den administrativa huvudorten (county seat) är Knox.

## Geografi
Enligt United States Census Bureau så har countyt en total area på 809 km². 801 km² av den arean är land och 8 km² är vatten.

### Angränsande countyn
- LaPorte County - norr
- St. Joseph County - nordost
- Marshall County - öst
- Fulton County - sydost
- Pulaski County - söder
- Jasper County - väst
- Porter County - nordväst